# Господин Вълев
Господин Вълев, по известен като Динко от Ямбол, е български бизнесмен, участник в риалити предавания. Назован като „ловуващ“ мигранти от BBC, добива популярност с незаконните си акции по „задържане“ на нелегални мигранти в Странджа.

## Биография
Господин Вълев е роден на 28 януари 1987 г. в Ямбол. Известен е с прякорите си „Динко от Ямбол“, „ловецът на бежанци“ и „Бозавия“ (заради фирма „Бозав“, която притежава).
17 години е активен спортист по борба. Любител е на ездата и карането на четириколесни мотоциклети (АТВ).
Динко вади хора от катастрофиралия автобус на пътя Сливен – Ямбол, 26 май 2016 г., а на 2 август 2016 г. спасява от удавяне 17-годишно момче.
От приятелката си Весела има дъщеря Виктория, родена на 11.02.2019 г. и син Динко-младши, роден на 5.01.2020 г.
На 5 септември 2022 г. претърпява счупване на прешлени, таз и ръка, както и множествено други наранявания след като 150-килограмова стрела на кран се счупва и пада върху него. Плаща на хеликоптер, за да го транспортира от Варна до УМБАЛСМ „Пирогов“ за последвали операции.

## Бизнесмен
Динко е едноличен собственик на автоморга за автобуси „Бозав“ ЕООД и държи половината от фирмата „Транссис“, където негов съдружник е Гана Желева.
На 2 август 2023 г. камион от фирмата за скрап на Динко катастрофира на магистрала Тракия, затваряйки участък от магистрала „Тракия“ за 14 часа. Трима души са ранени. Проверка установява редица нередности във фирмата – неплатени глоби, липса на технически преглед, застраховка и винетка. За последните две години фирмата на Динко е санкционирана общо 6 пъти, като при 4 от случаите е констатирано извършването на нерегламентиран превоз на товари, а другите два са за претоварване и за непокрит товар. Установено е, че „Бозав“ ЕООД е с изтекла финансова стабилност на 18 февруари 2022 г., за което нарушение ще бъде съставен акт и временно ще бъде преустановена дейността на превозвача, до отстраняване на тази нередност.

## Телевизионни изяви
След акциите си по границата на България с Турция, Динко добива популярност, поканен е и участва в риалити предавания – във Фермата 2 през 2016 г. (като гост) и в Big Brother: Most Wanted 2017, където завършва на трето място. Продуцентът на „Фермата“ Андрей Арнаудов го определя като „социален феномен“.
Динко е известен с афиширания патриотизъм, с избухливия си манталитет и скандални изказвания.

## Скандали

### Залавяне на бежанци
Февруари 2016 г. Динко залавя нелегални бежанци от Сирия до границата с Турция, близо до село Долно Ябълково. От август 2015 г. Динко залавя 25 бежанци, които предава на властите, а заснетите от него видеа стават вирални. Динко организира „граждански хайки“ с АТВ-та за залавяне на бежанци, като по думите му групата доброволци наброява около 50 невъоръжени души на четириколки и джипове. Въпреки това, заснетите кадри от Динко предизвикват широка дискусия в обществото – дали са самоуправство или героизъм. Като реакция, сдружение „Български хелзинкски комитет“ подава сигнал до прокуратурата за нападение и побой, отправяне на смъртни заплахи, незаконно задържане, подбуждане на етническа омраза и подбуждане към етническо насилие. Юристи определят акта като „незаконен арест“. В края на 2021 г. заснема как залавя 20 незаконни имигранти – афганистанци, като по думите му извършва „граждански арест“. Версията на МВР се разминава и поставя под въпрос дали МВР работи с паравоенни групи и отделни цивилни, изземващи полицейски функции.

### Етническа омраза
Ноември 2016 г. прокуратурата в град Средец внася обвинителен акт срещу Динко за насаждане на етническа омраза чрез социалните мрежи и интернет.

### Побои
На 12.07.2017 г. е задържан в ареста за побой над негов служител. Отново за побой е арестуван на 29.07.2017 г. в Първомай. Няколко дни по-рано българска журналистка, работеща в САЩ, обявява, че е получила заплахи от Динко.
Обвинения за пети подред побой над нея отправя и приятелката му Десислава Василева, която твърди, че за последно се е случило на 11 април 2017 г.
Август 2023 г. е арестуван и обвинен в хулиганство и принуда към просещ човек, преструващ се, че е инвалид, като отново сам пуска в социалните мрежи видео от случилото се.